# لوسيجا ملنار
لوسيجا ملنار (من مواليد 6 مايو 1995) هي لاعبة كرة طائرة كرواتية. تلعب دور الضارب الخارجي لنادي درسدنر الألماني.

## روابط خارجية
- لوسيجا ملنار على موقع الاتحاد الأوروبي (الإنجليزية)
- لوسيجا ملنار على موقع عالم الكرة الطائرة (الإنجليزية)
- لوسيجا ملنار على موقع الدوري الألماني للكرة الطائرة (الألمانية)
- لوسيجا ملنار على موقع دوري الدرجة الأولى الإيطالي للكرة الطائرة - سيدات (الإيطالية)